# Bluey: The Videogame
Bluey: The Videogame é um jogo de aventura de 2023 desenvolvido pela Artax Games e publicado pela Outright Games. É baseado na série televisiva Bluey.

## Jogabilidade
Os jogadores exploram e resolvem puzzles em quatro mapas diferentes baseados em Bluey: a casa Heeler e um parque infantil, um riacho e uma praia próximos. Alguns dos minijogos envolvem plataformas. Até quatro pessoas podem jogar ao mesmo tempo, assumindo os papéis da família Heeler.

## Desenvolvimento
A Artax, um estúdio espanhol de desenvolvimento de jogos, trabalhou com o Ludo Studio e com o elenco de vozes do programa de televisão para criar Bluey: The Videogame. A Outright Games lançou-o para Windows, Xbox One e Series X/S, PlayStation 4 e 5 e Nintendo Switch em 17 de novembro de 2023.

## Recepção
Bluey: The Videogame recebeu críticas mistas no Metacritic. Os críticos criticaram a curta duração e o preço elevado, mas afirmaram que o jogo reproduz o aspeto e a sensação da série de televisão.